# Club Deportivo Brujas de Salamanca
O Club Deportivo Brujas de Salamanca é um clube de futebol do Chile, com sede em Salamanca, cidade localizada na região de Coquimbo.
Fundado em 24 de janeiro de 2015. 
Atualmente disputa a Segunda División Profesional, terceira e última divisão profissional do futebol chileno.

## História
O clube foi criado em 2015 por iniciativa do então prefeito de Salamanca, com o objetivo de criar oportunidades no futebol para os jovens da cidade. Assim, em 31 de maio de 2015, a comuna de Salamanca passou a integrar o Campeonato da Tercera División B, campeonato amador da quinta divisão do futebol chileno, atuando sob o nome de Club Municipal Salamanca.

### Tercera División B(2015–16)
Na sua temporada inaugural, o clube terminou na quarta posição do Grupo Norte, com 42 pontos, ficando a duas posições da zona de classificação para a Liguilla de Acesso à Tercera División A (quarta divisão amadora).
Em 2016, o clube alcançou a segunda colocação no Grupo Centro-Norte, somando 54 pontos, logo atrás do Provincial Ovalle, garantindo a classificação para a Liguilla Final. Nessa fase decisiva, o clube conquistou o acesso à Tercera División A, após terminar na segunda colocação. O título escapou devido à diferença de gols em relação ao líder, novamente o Provincial Ovalle.

### Tercera División A(2017 a 2024)
De 2017 a 2024, competiu na quarta divisão amadora do Chile, demonstrando boas campanhas e terminando nas partes altas da tabela, embora sem conseguir classificar-se à fase final pelo acesso à terceira divisão (conhecida no Chile como: Segunda División Profesional). Na temporada de 2018, o clube terminou na sexta colocação, posição que repetiu no ano seguinte. Já em 2020, devido à pandemia de COVID-19, a equipe optou por não participar da competição, retornando apenas em 2021, quando terminou na penúltima colocação do Grupo Norte, escapando do rebaixamento graças à campanha inferior do Deportes Vallenar.
Após não se classificar ao octogonal final em 2022, o clube lutou pela permanência em 2023, conseguindo manter-se na divisão ao terminar em primeiro lugar no Grupo Norte da Fase de Permanência, sob o comando técnico de Jeremías Viale.
Na temporada de 2024, com Viale ainda no comando e com atuações destacadas do goleiro Julio Bórquez, o clube viveu sua melhor campanha. Em 21 de outubro, jogando como mandante contra o Deportes Valdivia, o Brujas conquistou um empate dramático por 1−1. Com os demais resultados da rodada, garantiu matematicamente o acesso à Segunda División Profesional, terceira divisão chilena, pela primeira vez em sua história. Na última rodada, enfrentou o Santiago City como visitante, em partida que decidiu o título da quarta divisão. Apesar da derrota por 2−1, ambas as equipes conquistaram o acesso ao futebol profissional chileno. Ambas as equipes competiram em uma divisão profissional do futebol chileno pela primeira vez.

## Cronologia no Campeonato Chileno de Futebol
| Período | Período | Nível            | Competição                   | Organização                                 | Organização |
| ------- | ------- | ---------------- | ---------------------------- | ------------------------------------------- | ----------- |
| 2015    | 2016    | Quinta divisão   | Tercera División B           | Associação Nacional do Futebol Amador       | ANFA        |
| 2017    | 2024    | Quarta divisão   | Tercera División A           | Associação Nacional do Futebol Amador       | ANFA        |
| 2025    | hoje    | Terceira divisão | Segunda División Profesional | Associação Nacional do Futebol Profissional | ANFP        |

## Títulos
| Quarta divisão | Tercera División A | Vice-campeão | 2024 |
| Quinta divisão | Tercera División B | Vice-campeão | 2016 |